# 小公园街道
小公园街道是中华人民共和国广东省汕头市金平区下辖的一个街道办事处。
2019年，撤销永祥街道、新福街道、海安街道、同益街道，合并设立小公园街道。

## 行政区划
小公园街道下辖以下村级行政区划单位：
联韩社区、志成社区、盐埕社区、福明社区、永同社区、红亭社区、桂馥社区、利安社区、跃进社区、南海社区、海悦社区、万安社区、德安社区、怀安社区、金凤社区、福祥社区、荣华社区、福安社区、金福社区、荣隆社区、潮安社区、寿山社区、西堤社区、德志社区、新潮社区、海平社区、永兴社区、永安社区和永和社区。